# レトロエンタープライズ
有限会社レトロエンタープライズは、8ミリフィルム・16ミリフィルムなどの小型映画に特化したフィルムの製造・輸入販売・機材販売・現像作業やD1-VTR、D2-VTR、UNIHI（ユニハイ）、1インチVTR、Uマチック、2インチVTRなど旧方式で再生が難しくなったビデオテープやフィルムのフォーマット変換・デジタルアーカイブ作業・ダビング作業等を行う日本の企業。また映画・テレビなどにおける海外との交渉（英語圏、ドイツ語圏）を得意とし、国内外のテレビ局の取材に対して通訳やコーディネート業務を行う。他に昭和30年代のテレビをレストアした「レトロテレビ」の製作を行い一般への販売や映画のテレビの小道具として使用されている。最近では劇用車の分野にも進出し、撮影専用車両では珍しいトヨタ・ジャパンタクシーを中心に映画・テレビ・CM・雑誌の撮影で使用されている。
レトロ通販（レトロつうはん）は、店舗の屋号であり、同社レトロ通販事業部の通称である。東京都公安委員会許可第307739702491号道具商。

## 略歴・概要
- 1985年（昭和60年）09月、業務用ビデオ機材を雑誌「ビデオサロン」誌（玄光社）で通信販売する「特機通販」として開業。
- 1988年（昭和63年）12月、パラマウント映画「ブラック・レイン」にてリドリー・スコット監督付助手を担当。
- 1989年（平成元年）02月、有限会社ホワイトバランスとして法人化。
- 1996年（平成08年）05月、8mmフィルム用の中古機材を雑誌「ビデオサロン」誌（玄光社）で通信販売する「レトロ通販」として営業開始。
- 1997年（平成09年）11月、墨田区亀沢4-12-9に実店舗を構える。
- 2000年（平成12年）10月、有限会社レトロエンタープライズに改称。
- 2005年（平成17年）、ドイツ GK-Filmとの提携によるフィルムの生産業務を開始、同年11月に現像業務を終了した育映社の機材と人材を引き継ぎ、8mmカラーリバーサルフィルムのためのE-6現像による現像業務を新たに開始する[2][5][6]。
- 2007年(平成19年)、映画「ALWAYS 続・三丁目の夕日」の劇中において16ミリ映画を上映するシーンを担当。主人公が操作するエルモ社製「躍進号」映写機は同社が整備・提供した物である。なお実際の撮影では別の輝度の高い16ミリ映写機を用いて主人公の背後から映写した。
- 2008年（平成20年）4月21日に発売された大人の科学製品版「8mm映写機」は、同社が、学習研究社（現在の学研ホールディングス、「大人の科学」部門は学研教育出版）と共同開発したものである[2][7]。
- 2011年、映画「ALWAYS 三丁目の夕日'64」の劇中にて使用するカラーテレビ全般を担当。山崎貴監督が指定した昭和38年松下電器製19型カラーテレビ「TK-36D型」の中古を高知県から探し出し、レストア作業を行い新品同様に仕上げ、劇中で主人公が新しく購入したカラーテレビとして使われた。同映画のエンドロールに同社の名前が表記されている。
- 2021年、Netflix配信ドラマ「全裸監督」シーズン２の劇中にて使用する1980年代後期から1990年代初頭にかけての実際のビデオ撮影機材、編集機材の調達全般を担当。監督の希望で「装飾品」ではなく実際に動作することが条件とされ、劇中では実際にテープをかけて編集している。また編集担当の俳優たちへの演技指導も行い、同作品のエンドロールに同社の名前、担当した代表者名が表記されている。[8]。
- 2022年（令和4年）2月1日　旧社屋老朽化のため墨田区亀沢4-16-7に移転。

白黒リバーサルフィルムトライXについても2011年9月より白黒リバーサルフィルムの自社現像をはじめた。富士フイルムのシングル8用フィルムについては、2013年（平成25年）9月の富士フイルム純正現像業務の終了 後、同社が世界で唯一のシングル8用フィルムの現像施設となっている。
同社では、8ミリ、16ミリ、9.5ミリのフィルムからのデジタルテレシネ業務を行なっているが映写画面を再撮影する、いわゆる簡易テレシネではなく、ソニーの高品位放送業務用テレシネ装置BM-2100 HD改造機、およびCanonEOS 5D mk2を用いる「フレームbyフレーム方式」でのフルハイビジョンキャプチャーを行なっている。

## 今までのデジタルアーカイブ作業
- 北海道北見市 昭和初期の記録（可燃性35mmフィルム）[11]
- 大林宣彦 「青春回顧録」アマチュア時代に製作した8ミリ・16ミリ映画集[11]
- サッポロビール 歴代のCM集[11]
- 森永乳業 歴代のCM集[11]
- 海上保安庁 過去の記録映像[11]
- NHK 昭和40年 「第16回NHK紅白歌合戦」（2インチVTRカラー）[11]
- 関西テレビ ドラマ「どてらい男」 立志篇 / 戦後篇 / 激動篇　全126作品 （Uマチック）[11]
- 日本テレビ 「巨泉×前武ゲバゲバ90分!」（統一I型 1/2オープンVTR）[11]
- TBS 木下恵介シリーズ各作品（2インチVTR）[11]
- TBS「兼高かおる世界の旅」各作品(16ミリフィルムネガ）[11]
- 澤田隆治プロデューサー製作作品集（統一I型 1/2オープンVTR）[11]
- さんま・玉緒のお年玉あんたの夢をかなえたろかスペシャル（2008年放送。亡き父が撮影したスーパー8mmフィルムの現像・出張上映。番組中ではコダクロームフィルムのみとなっていたが実際にはエクタクロームフィルム混在の依頼であった。コダクロームはアメリカに送付され現像されたが映像は出てこなかった。残るエクタクロームを国内の自社にて現像したところ約40年前の依頼者の子供の頃の映像がカラーで蘇った。[12]

## 今までのコーディネート作品
- 映画「ブラック・レイン」パラマウント映画　監督付コーディネーター＆通訳 [13]
- 「ナイトライン」アメリカABCニュース雲仙普賢岳噴火　衆参同時選挙　通訳・コーディネーター [13]
- NHKスペシャル 終戦50周年 アメリカABCニュース共同制作 技術・通訳　[13]
- 「日本人とドイツ人」ドイツSWF（当時）現南西ドイツ放送通訳・コーディネーター [13]
- 「さんまのなんでもダービー」テレビ朝日　番組出演者通訳　[13]
- 「2002年FIFAワールドカップ」　放送センター国際コーディネーター　[13]
- 「水泳の歴史」アルテ　独・仏共同制作 通訳・コーディネーター [13]
- 「捕鯨の歴史」アルテ　独・仏共同制作 通訳・コーディネーター [13]
- 「夕張」アルテ　独・仏共同制作 通訳・コーディネーター [13]
- 「高校生ドイツ歴史紀行」BS-TBS 通訳・コーディネーター [13]
- 「TOUR 2008 〜Trans ASIA via PARIS〜」L'Arc〜en〜Ciel（ラルク アン シエル）パリ公演 コーディネーター＆技術スタッフ通訳 [13]
- 映画「白夜行」ギャガ　ベルリン映画祭　堀北真希アテンド [13]
- 「南ドイツ浪漫紀行～森と人と芸術と…明日に向かう挑戦の物語～」BS共同制作　石原さとみアテンド [13]
- 「ジャイアントキリング (テレビ番組) フジテレビ 外国人選手コーディネート・通訳　[13]
- 「空の向こうのOMOTENASHI」 フジテレビ コーディネート・通訳　[13]
- 「きっかけの翼」 フジテレビ コーディネート・通訳　[13]
- 「国別対抗！「大食い世界一決定戦」テレビ東京　ドイツ担当コーディネーター・通訳　[13]
- 「やりすぎ都市伝説」テレビ東京　ドイツロケコーディネーター・通訳　[13]
- 「Beeミュージアム ミツバチのいる風景」　イギリス担当コーディネーター・リサーチ・通訳　デンマーク車両担当[13]
- 「池上彰　教科書に載っていない20世紀」テレビ東京　ドイツ ロケ / ヒットラー関連全般　リサーチ　・コーディネート・通訳　[13]
- 「石原良純　エネルギーがわかれば世界が見える」テレビ愛知　スウェーデン ロケ / エネルギー事情全般　リサーチ　・コーディネート　車輌　[13]
- 「池上彰緊急スペシャル！！　金曜プレミアム・ドイツの歴史教育」フジテレビ　ドイツ ロケ / リサーチ・コーディネート　・　撮影　[13]
- 「池上彰　伊勢志摩サミット」テレビ東京　外国メディアへとの通訳・コーディネート　[13]
- 「世界ナゼそこに?日本人」テレビ東京　日本人ヨーデル歌手　石井健雄氏　リサーチ・コーディネート・通訳・メディア使用許可・現地再現ドラマ演出　[13]

## 自社製フィルム製品
同社は2016年末、通商産業省 中小企業庁「ものづくり・商業・サービス革新事業に係る助成金」の交付を受け35ミリ幅のフィルムから8ミリ用に裁断・穿孔する装置を新たに制作し、富士フイルム等が生産する写真用の長尺35ミリフィルムから小型映画用のオリジナルフィルムを加工・制作・販売している。下記はその一覧である。カセット内に収めるフィルムの長さは、材質の厚さや硬さの関係で純正の50フィートに対して約40フィートとなっている。
カラーリバーサルフィルム
- RK100D - シングル8、スーパー８用（約40フィート）、ISO100　デイライトタイプ[15]

白黒リバーサルフィルム
- レトロ-X - シングル8、スーパー８用（約40フィート）、ISO200　[15]

## 販売するフィルム
前節に挙げたオリジナル製品を含め、同社の映画用フィルム販売ラインナップは下記の通りである。。
|                   |                    | 16mm | 9.5mm | ダブル8 | Dスーパー8 | スーパー8 | シングル8 | ISO     | 原反        | 備考 |
| ----------------- | ------------------ | ---- | ----- | ------- | ---------- | --------- | --------- | ------- | ----------- | ---- |
| カラー リバーサル | RK100D             |      |       |         |            |           | カセット  | 100     |             |      |
| カラー リバーサル | エクタクローム100D |      |       |         | 100ft巻    | カセット  |           | 100     | 純正        |      |
| 白黒 リバーサル   | レトロX            |      |       |         |            |           | カセット  | 200     | ORWO UN54   |      |
| 白黒 リバーサル   | トライＸ           |      |       |         |            | カセット  |           | 200/160 | 純正        |      |
| カラーネガ        | プロ8/01ほか       |      |       |         |            | カセット  |           | 50ほか  | VISION2 50D |      |
| カラーネガ        | VISION3 50D        |      |       |         |            | カセット  |           | 50      | 純正        |      |
| カラーネガ        | VISION3 200T       |      |       |         |            | カセット  |           | 200     | 純正        |      |
| カラーネガ        | VISION3 500T       |      |       |         |            | カセット  |           | 500     | 純正        |      |

## 現像業務
以下が同社の行なう現像業務である
|        |            | 16mm | スーパー16 | ダブル8 | Dスーパー8 | スーパー8 | シングル8 | 備考         |
| ------ | ---------- | ---- | ---------- | ------- | ---------- | --------- | --------- | ------------ |
| カラー | ネガ       | 対応 | 対応       | 対応    | 対応       | 対応      | 対応      |              |
| カラー | プリント   |      |            |         |            |           |           |              |
| カラー | リバーサル | 対応 | 対応       | 対応    | 対応       | 対応      | 対応      | E-6現像      |
| 白黒   | ネガ       | 対応 | 対応       | 対応    | 対応       | 対応      | 対応      |              |
| 白黒   | プリント   |      |            |         |            |           |           |              |
| 白黒   | リバーサル | 対応 | 対応       | 対応    | 対応       | 対応      | 対応      | 白黒反転現像 |

## 特殊現像
長期にわたって現像されずに放置された未現像フィルムやメーカーや一般ラボが現像を終了したフィルム（コダクローム等）に対して現像処理を行っている。映画用だけでなく一般のスチール写真用フィルム（フジカラーN100等）にも対応している。なお一部のカラーフィルムは現在入手不可能な薬液を必要とすることから白黒画像として処理される。